# Список строящихся и планируемых станций Харьковского метрополитена

Список строящихся и планируемых станций Харьковского метрополитена, включающий в себя ещё не открывшиеся станции, строительство которых идёт или запланировано в будущем, с привязкой к линиям.

## Планируемые станции
| Название станции Иноязычное название                         | Начало строительства | Планируемая дата открытия | Прежние проектные названия Иноязычное название          | Район                         |
| ------------------------------------------------------------ | -------------------- | ------------------------- | ------------------------------------------------------- | ----------------------------- |
| Холодногорско-Заводская линия                                |                      |                           |                                                         |                               |
| Залютино укр. Залютине                                       | неизвестно           | до 2031                   | —                                                       | Холодногорский, Новобаварский |
| Восточная укр. Східна                                        | неизвестно           | после 2031                | —                                                       | Индустриальный                |
| Роганская укр. Роганська                                     | неизвестно           | после 2031                | —                                                       | Индустриальный                |
| Южная укр. Південна                                          | неизвестно           | неизвестно                | —                                                       | Индустриальный                |
| Салтовская линия                                             |                      |                           |                                                         |                               |
| Дружбы Народов укр. Дружби Народів                           | неизвестно           | 2030                      | —                                                       | Киевский                      |
| Площадь Бугримовой укр. Майдан Бугримової                    | неизвестно           | 2030                      | Площадь Урицкого укр. Площа Урицького                   | Основянский                   |
| Новобаварская укр. Новобаварська                             | неизвестно           | неизвестно                | Октябрьская укр. Жовтнева                               |                               |
| Новожаново укр. Новожанове                                   | неизвестно           | неизвестно                | —                                                       | Новобаварский                 |
| Алексеевская линия                                           |                      |                           |                                                         |                               |
| Державинская укр. Державинська                               | неизвестно           | 2025                      | —                                                       | Слободской                    |
| Одесская укр. Одеська                                        | неизвестно           | 2025                      | —                                                       | Слободской, Основянский       |
| Мотель «Дружба» укр. Готель «Дружба»                         | неизвестно           | неизвестно                | —                                                       | Слободской                    |
| Аэропорт укр. Аеропорт                                       | неизвестно           | неизвестно                | —                                                       | Слободской                    |
| Кольцевая линия                                              |                      |                           |                                                         |                               |
| Посёлок Жуковского укр. Селище Жуковського                   | неизвестно           | неизвестно                | —                                                       |                               |
| Гидропарк укр. Гідропарк                                     | неизвестно           | неизвестно                | —                                                       |                               |
| Караван укр. Караван                                         | неизвестно           | неизвестно                | Салтовская укр. Салтівська                              |                               |
| Героев Труда-2 укр. Героїв Праці-2                           | неизвестно           | неизвестно                | —                                                       |                               |
| Валентиновская укр. Валентинівська                           | неизвестно           | неизвестно                | Восточная Салтовка укр. Східна Салтівка                 |                               |
| Проспект Тракторостроителей укр. Проспект Тракторобудівників | неизвестно           | неизвестно                | —                                                       |                               |
| Юбилейная укр. Ювілейна                                      | неизвестно           | неизвестно                | Гвардейцев-Широнинцев укр. Гвардійців-Широнінців        |                               |
| Салтовское шоссе укр. Салтівське шосе                        | неизвестно           | неизвестно                | Улица Владислава Зубенко укр. Вулиця Владислава Зубенка |                               |
| Краснодарская укр. Краснодарська                             | неизвестно           | неизвестно                | —                                                       |                               |
| Немышлянская укр. Немишлянська                               | неизвестно           | неизвестно                | —                                                       |                               |
| Имени А. С. Масельского-2 укр. Імені О. С. Масельського-2    | неизвестно           | неизвестно                | —                                                       |                               |
| Новые дома укр. Нові будинки                                 | неизвестно           | неизвестно                | —                                                       |                               |
| Проспект Байрона укр. Проспект Байрона                       | неизвестно           | неизвестно                | —                                                       |                               |
| Проспект Льва Ландау укр. Проспект Льва Ландау               | неизвестно           | неизвестно                | —                                                       |                               |
| Морозова укр. Морозова                                       | неизвестно           | неизвестно                | —                                                       |                               |
| Одесская-2 укр. Одеська-2                                    | неизвестно           | неизвестно                | —                                                       |                               |
| Основа укр. Основа                                           | неизвестно           | неизвестно                | —                                                       |                               |
| Липовый Гай укр. Липовий Гай                                 | неизвестно           | неизвестно                | —                                                       |                               |
| Новая Бавария укр. Нова Баварія                              | неизвестно           | неизвестно                | —                                                       |                               |
| Холодная Гора-2 укр. Холодна Гора-2                          | неизвестно           | неизвестно                | —                                                       |                               |
| Панасовка укр. Панасівка                                     | неизвестно           | неизвестно                | —                                                       |                               |
| Клочковский спуск укр. Клочківський узвіз                    | неизвестно           | неизвестно                | —                                                       |                               |
| Клочковская укр. Клочківська                                 | неизвестно           | неизвестно                | —                                                       |                               |
| Сосновая горка укр. Соснова гірка                            | неизвестно           | неизвестно                | —                                                       |                               |
| Саржин Яр укр. Саржин Яр                                     | неизвестно           | неизвестно                | —                                                       |                               |
| Сокольники укр. Сокільники                                   | неизвестно           | неизвестно                | —                                                       |                               |
| Мемориал укр. Меморіал                                       | неизвестно           | неизвестно                | —                                                       |                               |